# Johan Cruijff
Johan Cruijff, all'anagrafe Hendrik Johannes Cruijff (in olandese: [joːˈhɑn krœʏ̯f] ; Amsterdam, 25 aprile 1947 – Barcellona, 24 marzo 2016), è stato un calciatore, allenatore di calcio e dirigente sportivo olandese, di ruolo attaccante o centrocampista.
Considerato uno dei migliori giocatori nella storia del calcio, fu l'interprete più emblematico del calcio totale con cui l'Ajax e i Paesi Bassi di Rinus Michels rivoluzionarono la storia della disciplina tra la seconda metà degli anni 1960 e la prima metà degli anni 1970. Nel suo palmarès può vantare nove campionati olandesi, sei Coppe dei Paesi Bassi, un campionato spagnolo, una Coppa di Spagna, tre Coppe dei Campioni e una Coppa Intercontinentale. Con la nazionale olandese è stato finalista al campionato del mondo 1974 e terzo classificato al campionato d'Europa 1976. Fra nazionale e squadre di club, segnò da professionista 402 gol in 716 partite ufficiali.
Nel corso della carriera ricevette vari soprannomi, tra cui Profeta del gol, che ispirò il titolo del film-documentario sulla vita sportiva di Cruijff diretto da Sandro Ciotti; il giornalista Gianni Brera lo ribattezzò invece il Pelé bianco.
Vincitore di tre Palloni d'oro assegnati dalla rivista francese France Football (1971, 1973 e 1974.), occupa la 3ª posizione nella speciale classifica dei migliori calciatori del XX secolo pubblicata dalla rivista World Soccer alle spalle di Pelè e Maradona. Nel 2000 invece viene eletto secondo miglior calciatore del XX secolo, dietro al solo Pelé, nella classifica stilata dall'IFFHS mentre nel mese di novembre del 2003, venne insignito del titolo onorifico di Golden Player dei Paesi Bassi come miglior giocatore olandese dell'ultimo mezzo secolo (1954-2003). Nel marzo del 2004, Pelé lo ha anche inserito nella FIFA 100, la lista dei 125 migliori calciatori viventi, redatta in occasione del Centenario della FIFA.
Da allenatore ha vinto due Coppe dei Paesi Bassi, una Coppa di Spagna, quattro campionati spagnoli, tre Supercoppe di Spagna, due Coppe delle Coppe, una Coppa dei Campioni e una Supercoppa UEFA. È uno dei sette allenatori che si sono aggiudicati la Coppa dei Campioni/Champions League dopo averla vinta da giocatore: detiene il record con Miguel Muñoz, Giovanni Trapattoni, Josep Guardiola, Frank Rijkaard, Carlo Ancelotti e Zinédine Zidane.

## Biografia

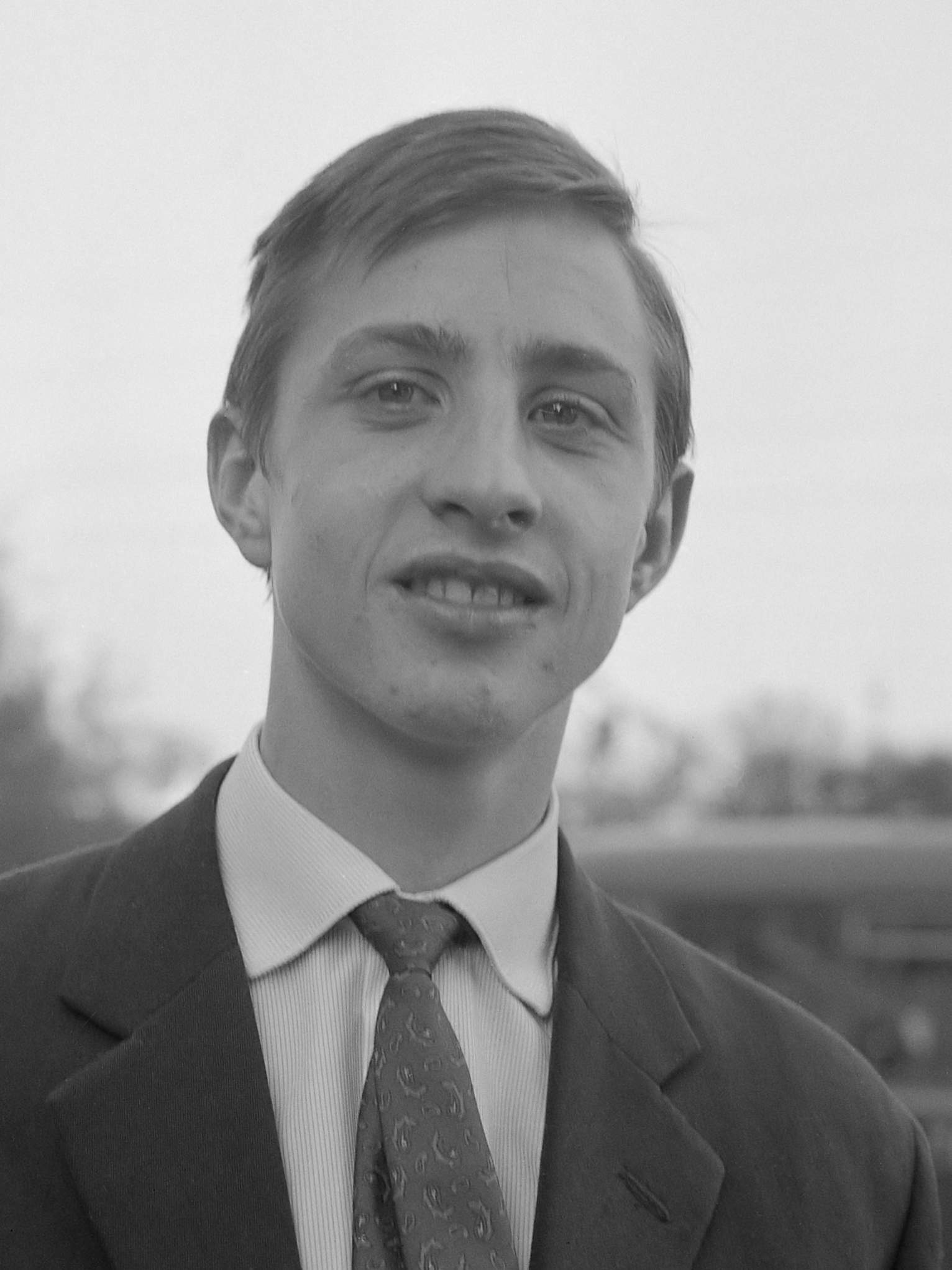
Un giovane Cruijff nel 1965

Nato nel quartiere Betondorp della periferia di Amsterdam, Johan era figlio di Manus Cruijff e Nel Draaijer i quali si erano trasferiti in via Tuinbouwstraat, dove avevano acquistato una abitazione popolare con un negozio di frutta e verdura, attività lavorativa della famiglia da alcune generazioni. Economicamente non benestanti, Johan e il fratello maggiore di due anni Heini passarono la maggior parte dell'infanzia giocando partite di calcio con i bambini del quartiere; il piccolo Johan ebbe modo di evidenziare doti sorprendenti già a cinque anni di età.
Appena dodicenne perse il padre per un attacco cardiaco; subito dopo la madre dovette cedere la casa e il negozio di prodotti ortofrutticoli. Johan ottenne per lei, dal vicepresidente dell'Ajax, un posto come donna delle pulizie allo stadio e come commessa al banco del bar della società. Le conseguenti difficoltà economiche furono notevoli, e Johan lasciò gli studi per diventare calciatore.
A causa dei suoi piedi piatti e della caviglia sformata, venne scartato dal servizio militare. Il 13 giugno 1967, al matrimonio del compagno di squadra Piet Keizer, Cruijff conobbe Diana Margaret "Danny" Coster, fotomodella e figlia del ricco commerciante di diamanti Cor Coster, che diventerà poi suo manager. Cruijff e Danny si sposarono il 2 dicembre 1968.
Hanno avuto tre figli, Chantal (16 novembre 1970), Susila (27 gennaio 1972) e Jordi, chiamato così in onore di San Giorgio, patrono della Catalogna, nato nel periodo in cui il padre giocava per il Barcellona; il nome fu registrato così nei Paesi Bassi, poiché in Spagna vigeva ancora il franchismo che vietava nomi che ricordassero l'Indipendentismo catalano. Dalla figlia Chantal, sposatasi con il portiere Jesús Angoy, Cruijff ha avuto il nipote Jessua Andrea, anche lui calciatore.
Il 22 ottobre 2015 comunicò di avere un tumore polmonare, che lo porterà alla morte cinque mesi dopo, il 24 marzo 2016 a Barcellona, all'età di sessantotto anni.

## Caratteristiche tecniche
Era un giocatore perfettamente ambidestro, potente e allo stesso tempo elegante: benché non ricoprisse un ruolo ben definito, poteva essere considerato un centravanti di manovra o un trequartista, che, occupandosi sia dell'impostazione della manovra sia della finalizzazione, univa a una raffinata tecnica individuale – eccelleva nell'uso dell'esterno destro – un'ottima visione di gioco, una velocità da fermo superiore alla media e un'impressionante lucidità: grazie a queste qualità e ai suoi rapidi cambi di direzione, poteva partire palla al piede e, soprattutto nei primi metri di scatto, saltare nettamente il proprio marcatore, rendendosi insidioso per ogni difensore quanto immarcabile per ogni mediano, grazie anche a un dribbling essenziale estremamente efficace.
Uno dei movimenti tipici del campione olandese, frutto del suo notevole tasso tecnico, divenne noto come giravolta di Cruijff (Cruijff turn).
Tatticamente molto duttile, di ottima tenuta atletica ed estremamente generoso, queste doti lo rendevano un instancabile corridore, capace di salvare il pallone sulla propria linea di porta o di pressare gli attaccanti avversari con temperamento e carisma, per poi, riconquistata la palla, continuare l'azione tessendo le trame del gioco e andando al tiro nell'area di rigore avversaria.

### Stile di gioco

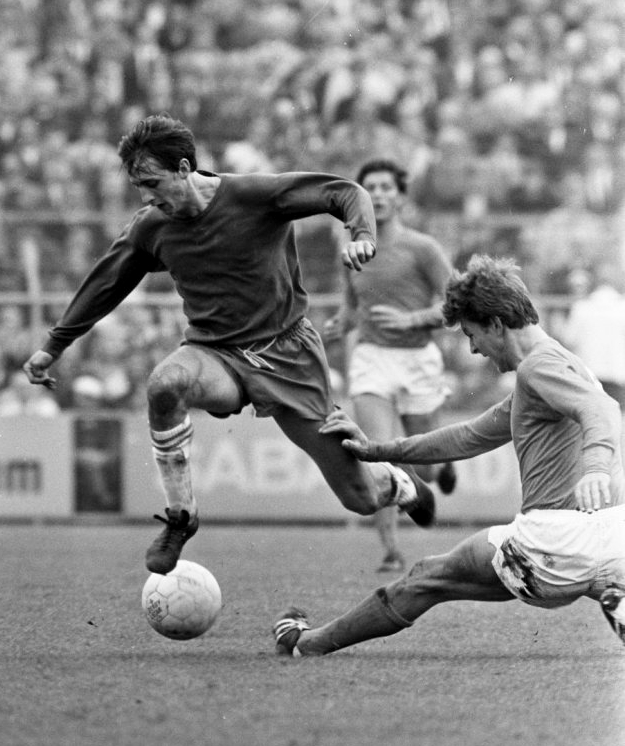
Cruijff all'Ajax nel 1968, intento a saltare un avversario del Volendam.

Cruijff divenne ben presto sinonimo di calcio totale, un sistema di gioco in cui un calciatore che si sposta dalla propria iniziale posizione è sostituito prontamente da un compagno, consentendo in tal modo alla squadra di mantenere una disposizione di gioco compatta ed efficace. In questo sistema fluido, nessun calciatore ha un ruolo fisso. Lo stile, propugnato dall'allenatore dell'Ajax Rinus Michels, vedeva in Cruijff il "direttore" sul campo. Fondamentali per l'applicazione di questo credo tattico erano i concetti di spazio e creazione dello spazio; il difensore dei Lancieri Barry Hulshoff, che giocò al fianco di Cruijff, spiegò così la filosofia del totaalvoetbal, che portò la squadra olandese alla vittoria della Coppa dei Campioni per tre anni consecutivi (1971, 1972 e 1973):
Per usare le parole dello stesso Cruijff:

## Carriera

### Giocatore

#### Club

##### Gli inizi all'Ajax
Tra i giocatori e i dirigenti dell'Ajax Amsterdam, Johan divenne presto popolare e sempre più spesso riceveva in regalo il biglietto per assistere alle partite casalinghe degli ajacidi.
Entrò a far parte del settore giovanile dell'Ajax nel giorno del suo decimo compleanno, insieme al fratello Hendrik detto "Heini": il fratello stopper, lui mezzala. Vic Buckingham, allenatore della prima squadra biancorossa, si prese cura della preparazione atletica del ragazzino, impostando per lui uno specifico programma di rafforzamento consistente nell'allenarsi con sacchetti di zavorra di quattro chili, ciascuno infilato nella giubba della tuta. Nonostante i problemi familiari, il giovane Cruijff segnò 74 reti nel suo primo campionato ufficiale a livello giovanile.
Quattordicenne, Johan vinse il suo primo campionato, nella categoria Allievi. Due anni dopo firmò il primo cartellino con il club ajacide. Vic Buckingham lo fece esordire a 17 anni: debuttò in prima squadra il 15 novembre 1964 in Groningen-Ajax (1-3); la settimana successiva realizzò poi il suo primo gol, nel 5-0 interno contro il PSV.

##### L'arrivo di Michels e l'era del calcio totale

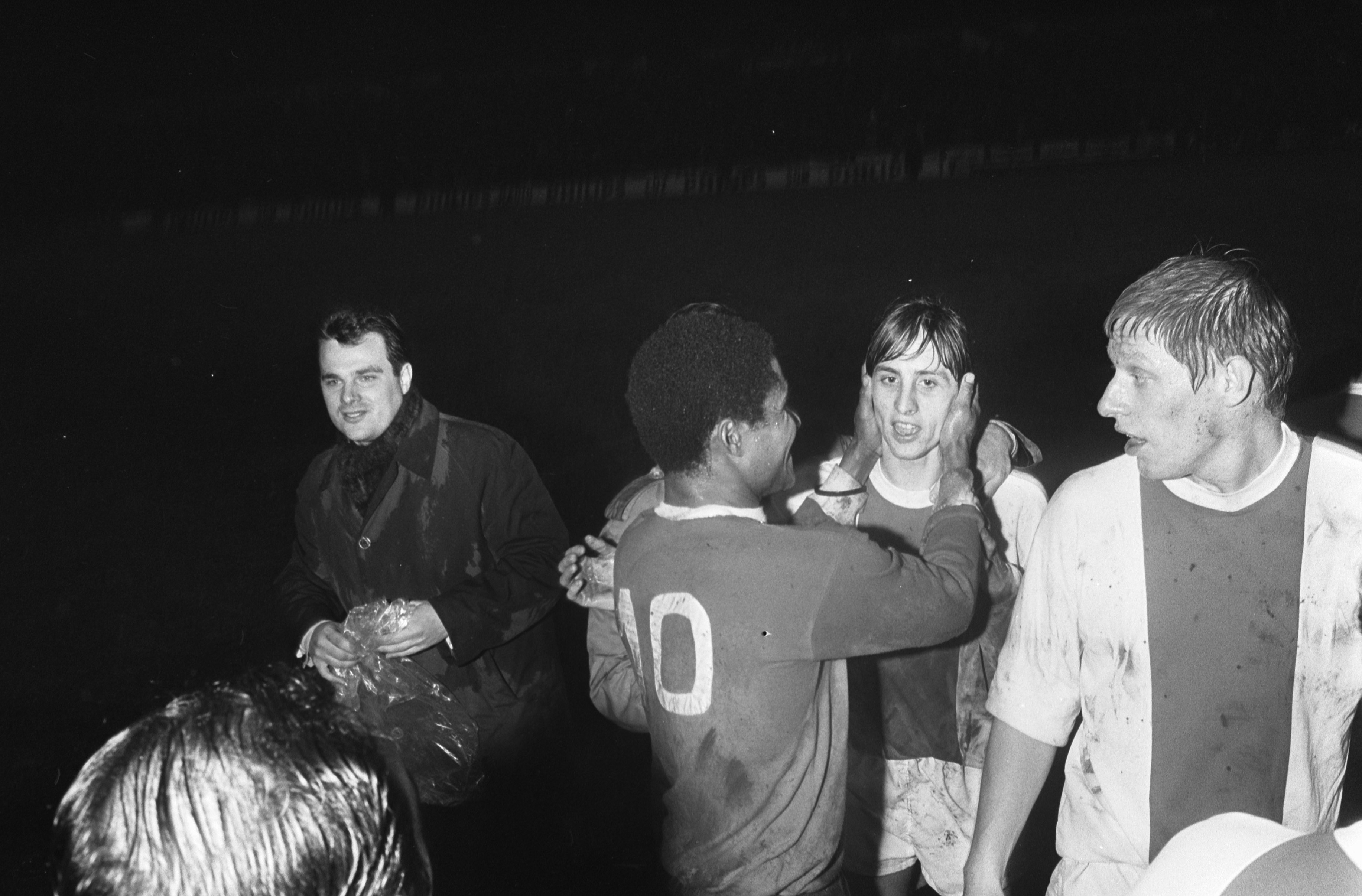
Cruijff all'Ajax nel 1969, mentre riceve i complimenti di Eusébio dopo una sfida di Coppa dei Campioni tra gli olandesi e il Benfica.

Diviene uno dei titolari inamovibili dei Lancieri.
Nel gennaio 1965 l'Ajax era vicino alla zona retrocessione e, nello stesso periodo, subì una pesante sconfitta 4-9 nel klassieker contro gli storici rivali del Feyenoord, risultato che portò all'esonero dell'allenatore Vic Buckingham: a prenderne il posto, all'indomani del pareggio nel derby amsterdamiano con il DWS, fu Rinus Michels, ex centravanti trentottenne dei lancieri nonché della nazionale dei Paesi Bassi. Fu così che per Cruijff e la squadra iniziò una nuova era, quella del calcio totale.
Dopo aver evitato la retrocessione nel 1964-1965, la squadra avviò un ciclo contrassegnato da tre vittorie consecutive in campionato e una in Coppa d'Olanda. Pur non essendo un attaccante puro, Cruijff segnava con regolarità arrivando a realizzare 33 gol in 30 partite nel torneo del 1966-1967. Il 1969 fu per gli ajacidi l'anno della prima finale in Coppa dei Campioni, persa 1-4 contro il Milan di Nereo Rocco; la squadra italiana si dimostrò più esperta e vinse nettamente, ciò nonostante Cruijff impressionò gli osservatori per il suo dinamismo, la sua velocità e la sua personalità in campo.

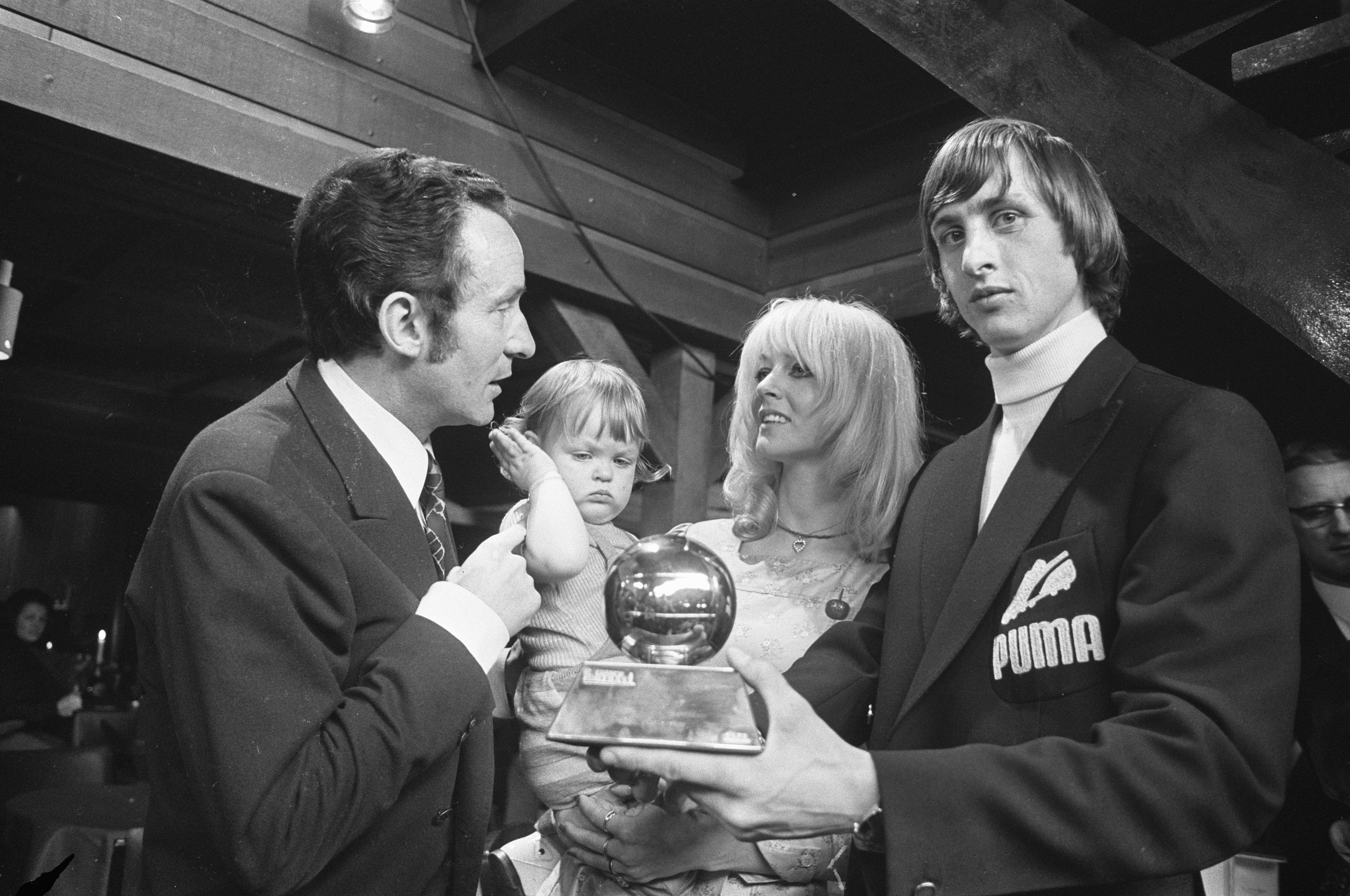
Cruijff riceve nel 1971 il suo primo Pallone d'oro

Nel 1970 iniziò a indossare la famosa maglia n. 14. Gerrie Mühren, suo compagno di squadra, raccontò infatti che Cruijff di solito indossava il 9, ma un giorno, prima di una gara di campionato, non si riusciva a trovare la maglia di Muhren; allora questi gli cedette il suo 9 e si prese il 14: l'Ajax vinse con facilità e da quel momento Johan indossò la maglia contrassegnata dal n. 14. Lo stesso Cruijff offrì tuttavia un'altra versione dell'episodio: sostenne che i lancieri in quella stagione avevano deciso di adottare una numerazione personalizzata, sicché i giocatori avrebbero mantenuto lo stesso numero appunto per tutta la stagione; essendo Johan infortunato, quando tornò in campo era disponibile solo il n. 14 che, da quel momento, divenne il suo portafortuna.
Nel 1971 la società olandese ottenne la prima vittoria della sua storia in Coppa dei Campioni, battendo in finale per 2-0 il Panathīnaïkos allenato da Ferenc Puskás, in cui Cruijff fornì l'assist per il gol di Arie Haan. Alla fine dell'anno solare, il n. 14 venne premiato con il suo primo Pallone d'oro.
Nella stagione 1971-1972 la squadra raggiunse il cosiddetto treble, ovvero la vittoria di campionato, coppa nazionale e coppa continentale. In particolare, gli ajacidi arrivarono nuovamente in finale di Coppa dei Campioni, stavolta contro l'Inter di Sandro Mazzola: a Rotterdam, in casa dei rivali del Feyenoord, Cruijff fu il protagonista del match e, nonostante la stretta marcatura a uomo di Gabriele Oriali, fu artefice di una rimarchevole prestazione realizzando la doppietta che sanzionò la netta vittoria dell'Ajax. La coppa nazionale fu invece vinta a spese dell'ADO Den Haag per 3-2.

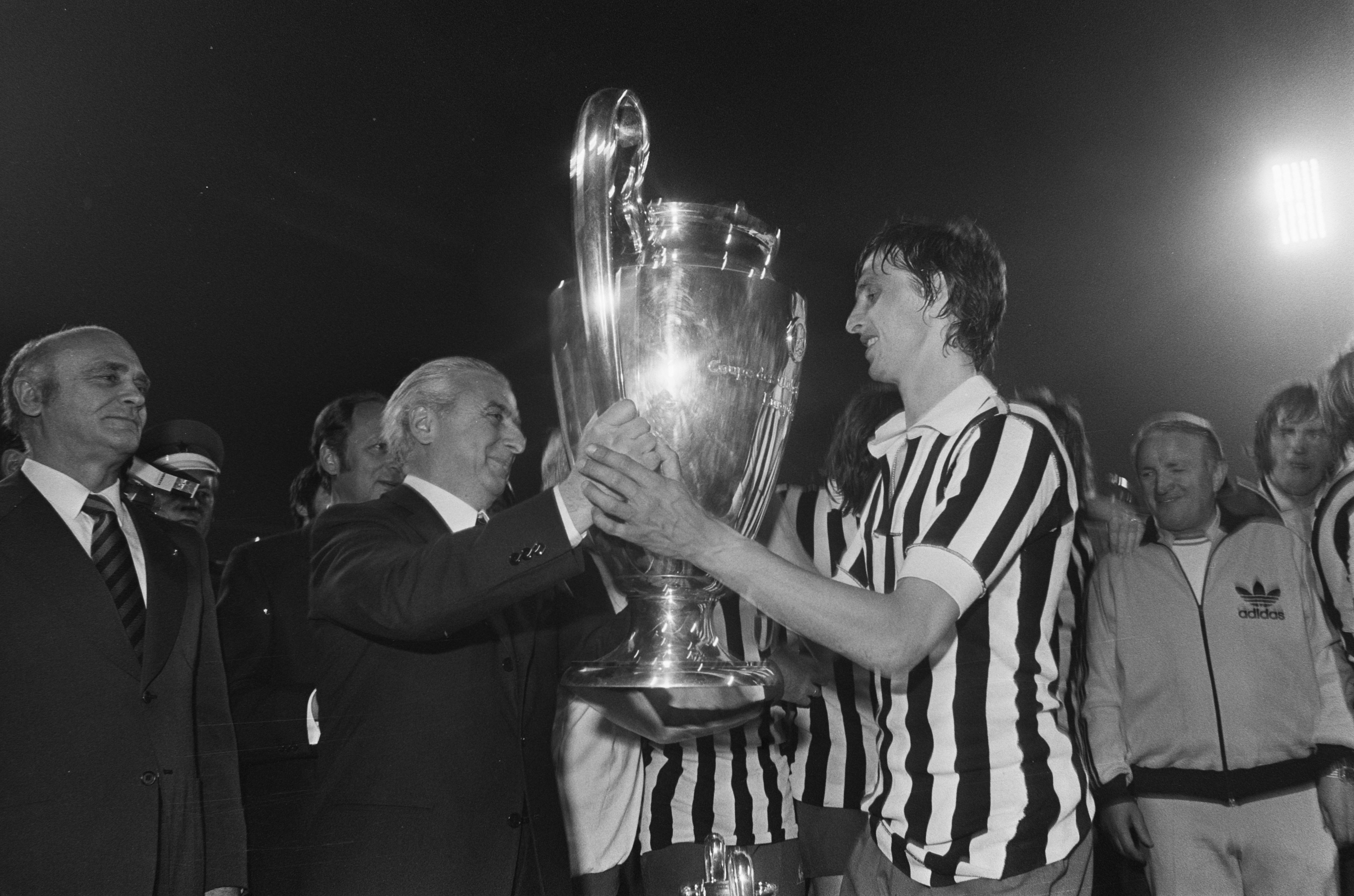
Cruijff a Belgrado nel 1973, con indosso la maglia dei rivali della Juventus, mentre riceve la terza Coppa dei Campioni di fila vinta dall'Ajax.

Anche la stagione successiva fu ricca di prestigiosi successi: per la prima volta da quando giocava in prima squadra, Cruijff fu nominato capitano dai suoi stessi compagni di squadra all'inizio della stagione. I Lancieri vinsero ancora il campionato e, per la terza volta consecutiva, la Coppa dei Campioni, battendo in questo ultimo caso, nella finale di Belgrado, la Juventus con una rete di Johnny Rep in avvio. Alla vigilia dell'annata seguente, lasciò la squadra: nell'estate 1973, durante il ritiro dell'Ajax che anticipò l'inizio della stagione, la squadra decise di non confermare Cruijff come capitano. Ne nacque uno strappo incolmabile che portò Cruijff a lasciare Amsterdam.
Tra il 1965 e il 1973 la squadra olandese fece suoi complessivamente sei campionati, tre Coppe dei Campioni – queste ultime consecutivamente – e una Coppa Intercontinentale.

##### Il quinquennio al Barcellona
Nell'estate 1973 la Spagna riaprì le frontiere ai calciatori stranieri; Real Madrid e Ajax si accordarono segretamente per il trasferimento di Cruijff, ma Johan era restio ad accettare il passaggio alle merengues: voleva infatti accasarsi al Barcellona per mantenere la promessa fatta tre anni prima al presidente azulgrana Agustí Montal. L'olandese si dichiarò pronto a lasciare il calcio nel caso non fosse andato a buon fine il suo passaggio ai catalani, e così venne effettuato un primo contatto fra le due società durante un torneo estivo a La Coruña. Jaap van Praag, presidente dei Lancieri, cercò di rilanciare il più possibile, mentre Cruijff iniziò la stagione giocando nei Paesi Bassi; la firma del contratto arrivò il 13 agosto 1973 (il 22 agosto per altri), ponendo così fine a una lunga trattativa.

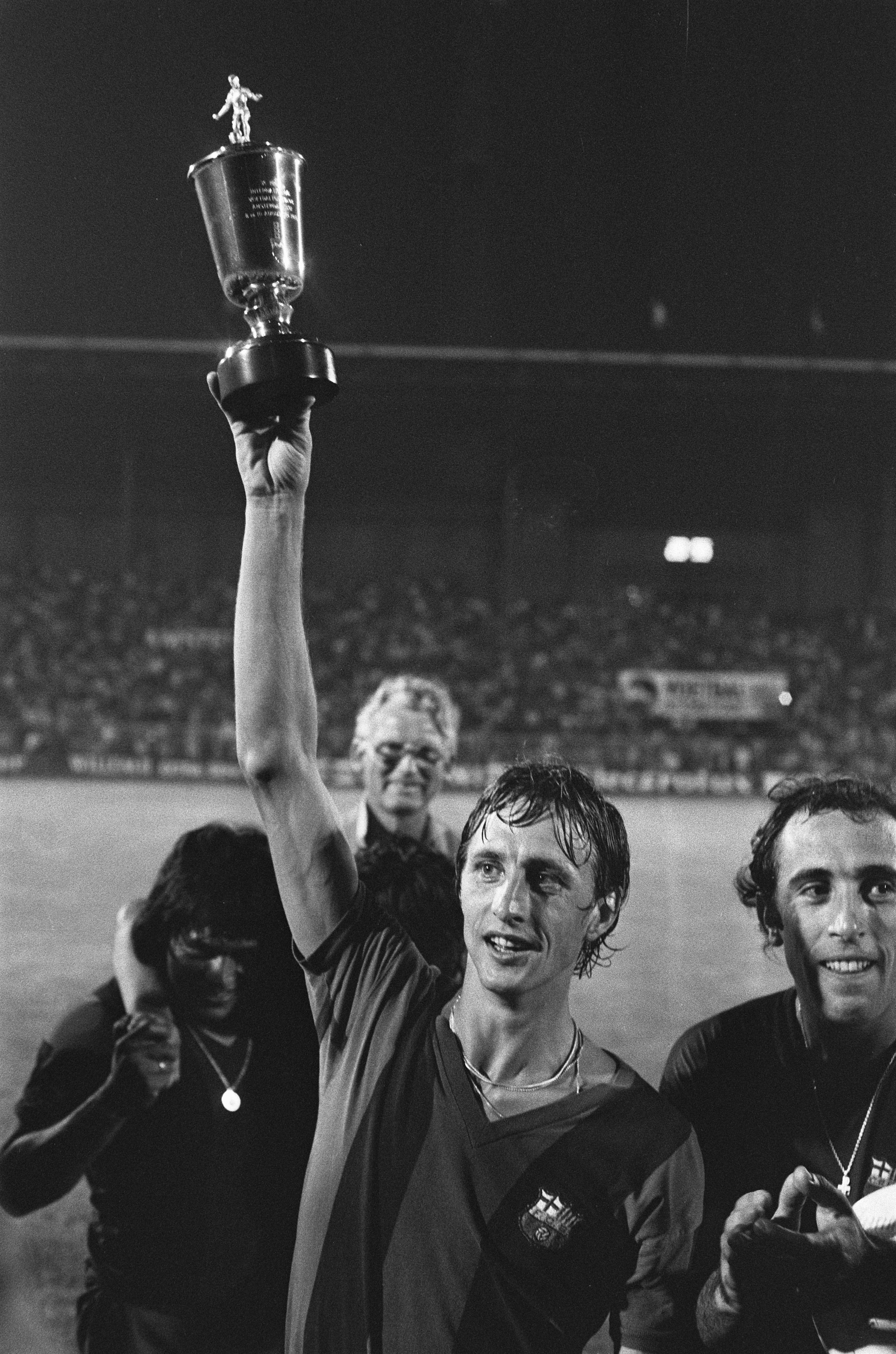
Cruijff al Barcellona nel 1975

Nel 1973 venne quindi ceduto al Barcellona per la cifra di tre milioni di fiorini olandesi, poco più di un miliardo di lire dell'epoca: lo stesso anno i Lloyd's di Londra assicurarono le gambe di Cruijff per due miliardi e mezzo. A Barcellona vestì la maglia n. 9 (invece del suo 14) e ritrovò come allenatore Rinus Michels. A causa di problemi legati alla definizione del contratto (curata dal suocero miliardario, il commerciante di diamanti Cor Coster), Cruijff riuscì a debuttare con i nuovi colori solo il 28 ottobre 1973, quando la squadra blaugrana era penultima in classifica (con 3 sconfitte sulle 7 gare disputate) ed era già stata eliminata al primo turno della Coppa UEFA: Johan debuttò nella Liga al Camp Nou, segnando due reti che aiutarono il Barcellona a superare 4-0 il Granada.
Il Barcellona non vinceva la Liga da quattordici anni, dai tempi di Helenio Herrera, Luisito Suárez, László Kubala ed Evaristo de Macedo: l'inizio di stagione fece pensare a un'annata di transizione; seguirono tuttavia 10 vittorie di fila, con un totale di 26 partite senza sconfitte. Il 22 dicembre 1973 segnò una rete memorabile – una rovesciata di tacco – nella vittoria per 2–1 contro l'Atlético Madrid, gol che gli fruttò il soprannome di "Olandese volante". Il 16 febbraio 1974 gli azulgrana batterono nel clásico il Real Madrid al Bernabéu con un netto 5-0: la stagione 1973-1974 si chiuse per i catalani con la vittoria della Liga e con 16 reti per l'olandese (suo record personale di marcature in un'edizione del torneo spagnolo). Per Cruijff c'era ancora l'impegno estivo in nazionale al campionato del mondo 1974, che lo vide nuovamente protagonista: la sua "arancia meccanica", guidata come il Barcellona dal maestro Michels, raggiunse la finale ma perse contro i padroni di casa della Germania Ovest. Questa fu senz'altro la miglior annata per Cruijff, tanto da ricevere nel 1974 il suo terzo Pallone d'oro; in questa stagione, considerando tutte le competizioni, disputò 52 partite segnando 32 reti.
Nel campionato 1974-1975 il Barcellona si classificò al terzo posto, dietro a Real Madrid e Real Saragozza. Con la partenza di Rinus Michels iniziarono i primi problemi per il Pelé Bianco. Arrivò infatti al suo posto Hennes Weisweiler, e il braccio di ferro fra l'allenatore e il giocatore continuò per tutta la stagione: Weisweiler considerava l'olandese un giocatore qualsiasi, mentre questi voleva essere al centro della scena. Alla fine il tedesco venne esonerato per richiamare in Catalogna proprio Michels. La successiva sconfitta di Montal alle elezioni per la presidenza del club, sommata ad altri fattori, portarono l'olandese ad annunciare un primo ritiro dalle scene calcistiche all'età di trentuno anni.

##### Il ritorno al calcio

Cruijff nella fugace esperienza al Milan, alla Coppa Super Clubs 1981.

A sollecitarlo al ritorno all'attività fu il suo manager nonché suocero Cor Coster. Cruijff decise così di andare a giocare nella NASL, dapprima con i N.Y. Cosmos, esperienza che terminò dopo due sole amichevoli disputate, e in seguito con i L.A. Aztecs; l'anno successivo difese invece i colori dei Washington Diplomats. Dopo due stagioni tornò quindi in Europa per vestire la maglia del Levante, società della seconda divisione spagnola, con cui disputò in tutto dieci partite.
Il 16 giugno 1981 scese in campo nella prima partita della Coppa Super Clubs, vestendo contro il Feyenoord la maglia del Milan, neopromosso in Serie A. Cruijff, reduce da un'operazione agli adduttori della gamba sinistra sole tre settimane prima, apparve in cattive condizioni: si segnalò solo per un assist a Roberto Antonelli, tanto che a fine primo tempo lasciò il posto a Francesco Romano. Fu l'unica sua apparizione in quella manifestazione, e il possibile passaggio ai rossoneri non si concretizzò.

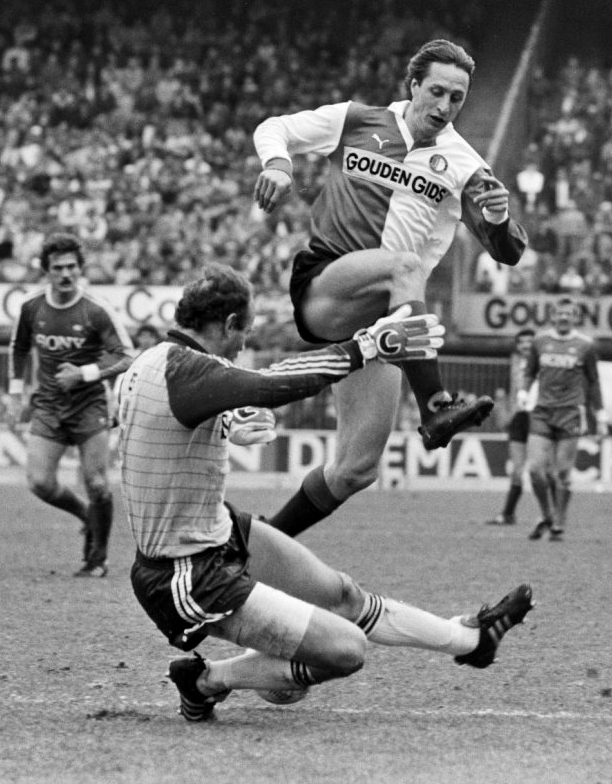
Cruijff al Feyenoord nel 1984

Il 6 dicembre dello stesso anno tornò a vestire la maglia dell'Ajax che, al De Meer, batté 4-1 l'Haarlem; nella stessa partita realizzò un gol. Assieme ai giovani Frank Rijkaard e Marco van Basten disputò altre due stagioni in biancorosso, vincendo due campionati e una coppa. In totale, nelle sue due esperienze con i lancieri giocò 275 partite di campionato con 205 reti, prima di passare nell'estate seguente ai rivali del Feyenoord: la stagione 1983-1984, che lo vide giocare a fianco della matricola Ruud Gullit nonché impiegato in un inedito ruolo di libero, sfociò in un double formato dalla vittoria del campionato, il nono, e della Coppa d'Olanda, la sesta della sua carriera giunta al termine.

#### Nazionale

##### Nazionale giovanile e i problemi con la nazionale maggiore
Il 24 marzo 1965, a Leeuwarden, Cruijff debuttò nella nazionale giovanile per l'europeo di categoria. A diciannove anni vinse il campionato ed esordì con la nazionale maggiore: la partita era Paesi Bassi-Ungheria, terminata 2-2, e Cruijff trovò subito una rete. Alla seconda partita, un'amichevole con la Cecoslovacchia disputata il 6 novembre 1966, fu suo malgrado protagonista di un discusso episodio, un pugno all'arbitro: per questo evento Johan diventò il primo giocatore espulso della storia degli Oranje; il giocatore cercò di discolparsi ma ricevette ugualmente un anno di squalifica (sanzione che venne successivamente ridotta a sei mesi), fatto che lasciò il segno nei suoi rapporti con la nazionale. Cruijff ebbe sempre un rapporto complicato con la selezione neerlandese, e per il suo carattere difficile entrò in contrasto con alcuni giocatori, in particolare Piet Keizer, che non accettavano la sua dominante influenza.
Gli fu assegnata per la prima volta la fascia di capitano verso la fine del 1971.

##### Il mondiale dell'Arancia Meccanica

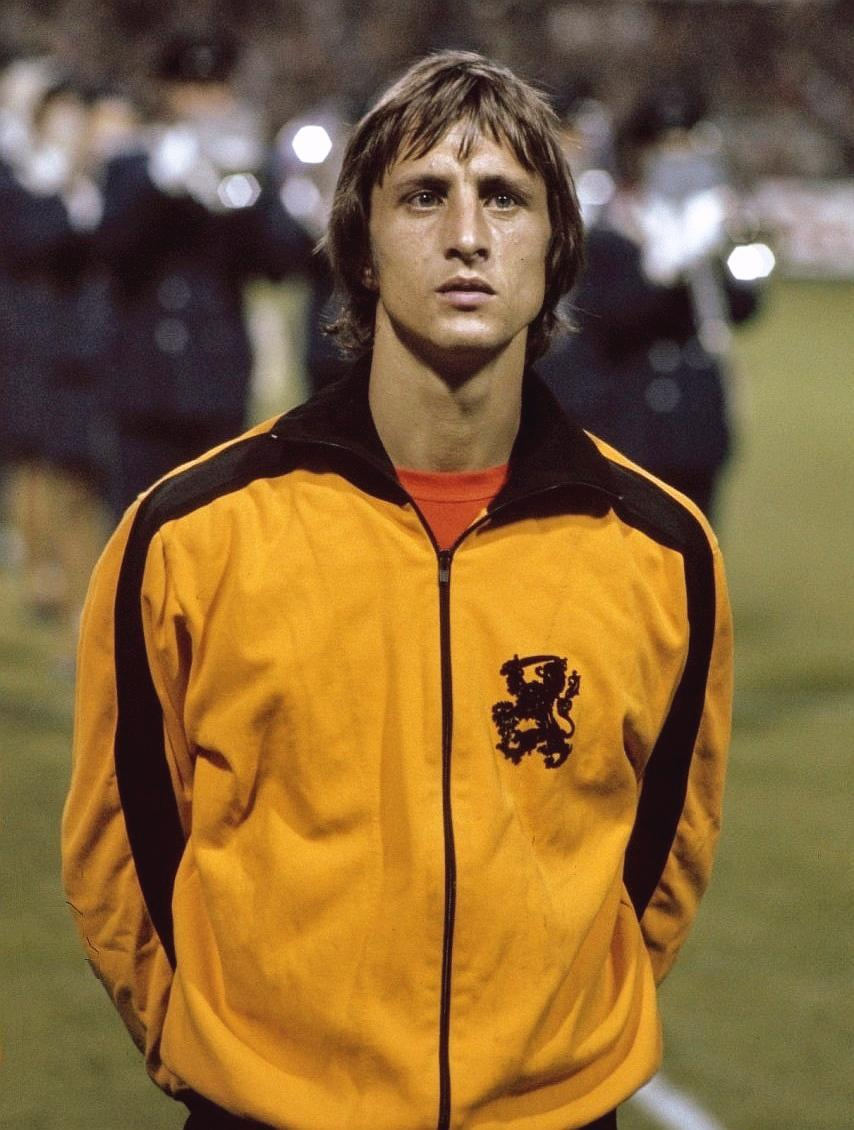
Cruijff in nazionale nel 1973

Il campionato del mondo 1974 in Germania Ovest vide i Paesi Bassi segnalarsi per l'applicazione del cosiddetto totaalvoetbal. Il girone di qualificazione venne facilmente superato dagli oranje: dopo la vittoria d'esordio 2-0 sui due volte iridati dell'Uruguay, seguì il pareggio a reti bianche contro la Svezia e infine il netto 4-1 sulla Bulgaria, sfida quest'ultima in cui Cruijff fornì due assist e si procurò il calcio di rigore poi realizzato da Johan Neeskens.
Nella seconda fase i Paesi Bassi superarono altre tre squadre. L'Argentina venne travolta 4-0, con il capitano che siglò una doppietta e servì altre due rifiniture. Seguì la Germania Est, liquidata 2-0 con gol di Johnny Rep e Rob Rensenbrink. Agli olandesi bastava ora un pareggio con i campioni in carica del Brasile per raggiungere la finale di Monaco di Baviera, ma Cruijff non si accontentò: nonostante le frequenti provocazioni dei sudamericani, fornì a Neeskens un assist rasoterra per l'1-0, e realizzò poi in spaccata il gol del raddoppio su servizio di Rensenbrink.

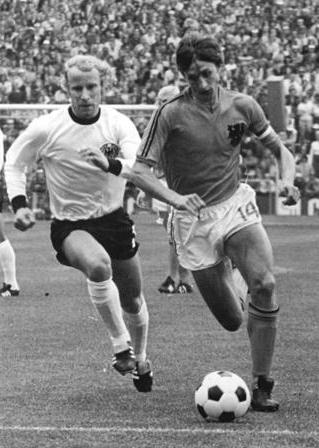
Cruijff inseguito da Vogts nella finale del mondiale 1974

Il 7 luglio si giocò la finale all'Olympiastadion München contro la Germania Ovest. Dopo 2 minuti Cruijff, nell'occasione marcato strettamente da Berti Vogts, si guadagnò un rigore, trasformato da Neeskens. I padroni di casa raggiunsero il pari con un altro penalty, realizzato da Paul Breitner. Allo scadere del primo tempo Rainer Bonhof, avanzando lungo la fascia destra, superò Haan in dribbling e crossò al centro verso Gerd Müller, il quale trovò il gol del sorpasso; il capitano olandese venne ammonito dall'arbitro per proteste durante il rientro negli spogliatoi. Nella ripresa gli arancioni aumentarono la pressione offensiva, ma Vogts riuscì a contenere con successo Cruijff, sicché il risultato rimase invariato fino al triplice fischio quando furono i tedeschi a sollevare la neonata Coppa del Mondo.

##### Il deludente Euro 1976 e l'addio alla nazionale
La nazionale olandese si presentò alla fase finale del campionato d'Europa 1976 in Jugoslavia con l'intenzione di puntare al titolo, ma anche questa campagna non si concluse positivamente: liti interne allo spogliatoio tra Cruijff e Willem van Hanegem danneggiarono irrimediabilmente l'affiatamento della squadra, che ottenne un terzo posto considerato deludente a fronte delle aspettative iniziali.
Dopo aver guidato i Paesi Bassi alla qualificazione al campionato del mondo 1978 con prestazioni sommariamente di buon livello (segnando anche un gol a pallonetto dai pressi dell'out contro il Belgio), Cruijff annunciò la scelta di non voler partecipare alla rassegna iridata in Argentina, decisione presa in seguito al sequestro subìto a Barcellona a danni suoi e della sua famiglia e, come venne fatto inizialmente intendere dalla stampa, per protesta contro il regime militare al tempo al potere nel paese sudamericano; in una successiva intervista televisiva affermò tuttavia che la scelta di non prendere parte al suddetto mondiale non dipese dalla situazione politica di quella nazione (il calciatore olandese ricordò, nell'occasione, che nonostante tutto militò in Spagna negli anni della dittatura franchista), quanto piuttosto dal fatto che aveva deciso di smettere, non avendo più motivazioni tali da permettergli di dare tutto per la nazionale.

### Allenatore

#### Ajax

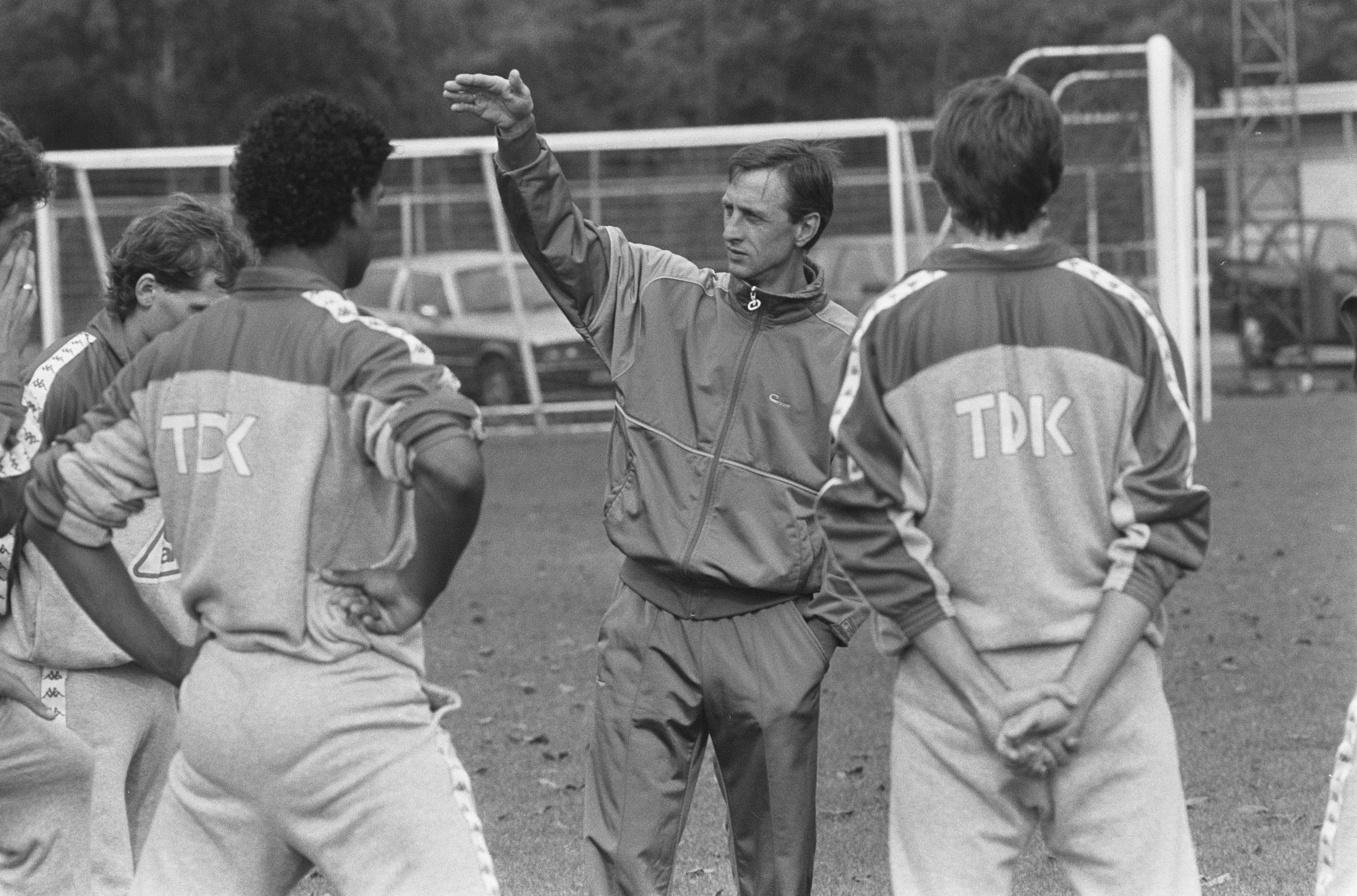
Cruijff in veste di allenatore dell'Ajax nel 1987

Duecento giorni dopo il suo secondo e definitivo ritiro dall'attività agonistica, il 6 giugno 1985 Cruijff venne richiamato dall'Ajax per sostituire Aad de Mos nel ruolo di tecnico, nonostante egli non avesse un patentino da allenatore. Sulla panchina dei lancieri vinse due Coppe d'Olanda consecutive, nel 1986 e nel 1987, nonché la Coppa delle Coppe conquistata ad Atene il 13 maggio 1987, contro i tedeschi orientali della Lokomotive Lipsia, grazie a un 1-0 firmato da Marco van Basten: erano quattordici anni che la squadra ajacide non raggiungeva il trionfo in una competizione europea. Il 4 gennaio 1988 lasciò l'incarico.

#### Barcellona
Ripetendo il viaggio che aveva fatto da calciatore, Cruijff lasciò l'Ajax per sedere dal 5 maggio 1988 sulla panchina del Barcellona; iniziò così a ricostruire dalle fondamenta la squadra catalana, facendo cedere una dozzina di giocatori (tra cui il tedesco Bernd Schuster) e spendendo due miliardi di pesetas per l'acquisto di nuovi elementi: Miquel Soler, José Mari Bakero, Txiki Begiristain, Ernesto Valverde, Ricardo Serna, Juan Carlos Unzué, Jon Andoni Goikoetxea, Eusebio Sacristán, Julio Salinas, Aloísio Pires Alves e Luis María López Rekarte. Negli otto anni alla guida dei blaugrana, Cruijff fondò l'ossatura della formazione su giocatori come Josep Guardiola, José Mari Bakero, Txiki Begiristain, Guillermo Amor, Jon Andoni Goikoetxea, Ronald Koeman, Michael Laudrup e Hristo Stoičkov, votato Pallone d'oro 1994.
Sotto gli anni della sua gestione i catalani ottennero risultati mai raggiunti nel corso della loro storia, vincendo per quattro volte consecutive la Liga e mettendo in bacheca anche una Coppa del Re, una Coppa delle Coppe e una Supercoppa UEFA; arrivarono infine alla conquista della loro prima Coppa dei Campioni, ottenuta battendo per 1-0 a Wembley la Sampdoria di Gianluca Vialli e Roberto Mancini grazie a una punizione di Ronald Koeman dopo 112' di gioco. Ad Atene, il 18 maggio 1994, Cruijff perse invece contro ogni pronostico la finale di Champions League, subendo un pesante 0-4 dal Milan di Fabio Capello oberato di squalifiche e infortuni. Venne esonerato dal club blaugrana il 18 maggio 1996.

#### I problemi di salute e il ritorno come allenatore della Catalogna
Nel 1996 annunciò il suo ritiro dagli scenari internazionali del calcio a causa dei ripetuti infarti patiti nel corso degli anni 1990.
Il 2 novembre 2009 tornò ad allenare dopo quattordici anni di assenza: la nuova sfida lo vide nelle vesti di tecnico della selezione catalana. L'esordio fu vincente: il 22 dicembre dello stesso anno, al Camp Nou di Barcellona, la Catalogna batté in amichevole l'Argentina di Lionel Messi per 4-2. Il 2 gennaio 2013 guidò per l'ultima volta la selezione, nel pareggio 1-1 con la Nigeria; dopo la partita giocata al Cornellà-El Prat, infatti, si dimise e concluse definitivamente la sua carriera da tecnico.

### Dirigente

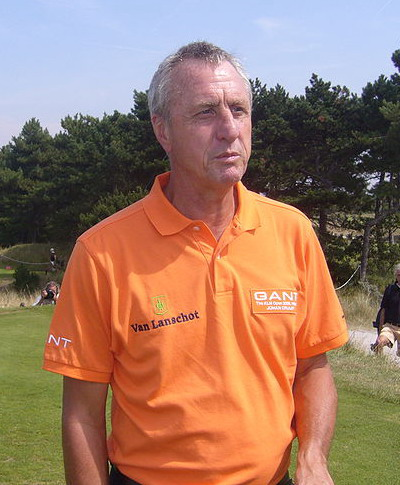
Cruijff nel 2009

#### Ajax e Barcellona
Il 20 febbraio 2008 diventò dirigente dell'Ajax, con Marco van Basten come allenatore.
Il 26 marzo 2010 il Barcellona annunciò la sua nomina a presidente onorario del club, tuttavia revocatagli il 1º luglio seguente in seguito all'arrivo del nuovo presidente Sandro Rosell.

#### Nuovamente Ajax
L'11 febbraio 2011 tornò all'Ajax nelle vesti di dirigente. La nuova avventura ad Amsterdam provocò una serie di polemiche all'interno della società, tali da spingere Rik van den Boog, direttore generale, alle dimissioni. Dal 7 giugno seguente diventò inoltre membro del consiglio dirigenziale dei lancieri, insieme a Edgar Davids e sotto la nuova presidenza di Steven ten Have.
Nel novembre dello stesso anno Cruijff si lamentò di non essere stato informato dell'ingaggio dei nuovi dirigenti Louis van Gaal, Martin Sturkenboom e Danny Blind, commentando così la decisione del consiglio direttivo: "Qui sono impazziti"; nell'occasione, il collega Davids lo accusò inoltre di essersi rivolto a lui utilizzando epiteti razzisti.
Il 28 dello stesso mese Cruijff, insieme agli allenatori del vivaio Wim Jonk, Dennis Bergkamp, Bryan Roy, Ronald de Boer, John Bosman, Jaap Stam, Marc Overmars, Michel Kreek, Orlando Trustfull e Dean Gorré annunciò che avrebbe adito le vie legali, ritenendo che gli ingaggi dei tre nuovi dirigenti potessero modificare l'impostazione tecnica adottata dal club; il giorno successivo Rob Been, presidente del consiglio direttivo, a nome del consiglio di amministrazione chiese a Cruijff di lasciare il club ajacide.
Una giunta elettorale provvisoria guidò la società biancorossa fino al 12 dicembre, quando venne eletto il nuovo consiglio al posto dei cinque precedenti membri del board, invitati a lasciare il tavolo. Il 7 febbraio 2012 venne pronunciata la sentenza secondo la quale la nomina di van Gaal a direttore generale dei lancieri sarebbe stata irregolare, sicché tre giorni dopo il board (quattro consiglieri più Cruijff, che restò come consulente) si dimise insieme a Martin Sturkenboom e Danny Blind. Il 14 aprile seguente lasciò la carica di dirigente.

#### Chivas e consulente dell'Ajax
Il 15 febbraio 2012 venne presentato come nuovo direttore generale dei Guadalajara, squadra del campionato di calcio messicano in crisi di risultati. Il presidente Jorge Vergara gli affidò pieni poteri sulle scelte della società: tra le prime decisioni prese da Cruijff, ci fu quella di portare in Messico come nuovo allenatore della squadra John van 't Schip. Con Cruijff al timone, i biancorossoblù fallirono per due volte l'accesso alla Liguilla, la fase finale del campionato locale. Il 2 dicembre dello stesso anno, dopo pochi mesi dal suo arrivo, la squadra messicana annunciò lo scioglimento del contratto di Cruijff per non aver conseguito gli obiettivi preposti.
Tornato all'Ajax come consulente, il 16 novembre 2015 si dimise per divergenze con la società.

## Nella cultura di massa

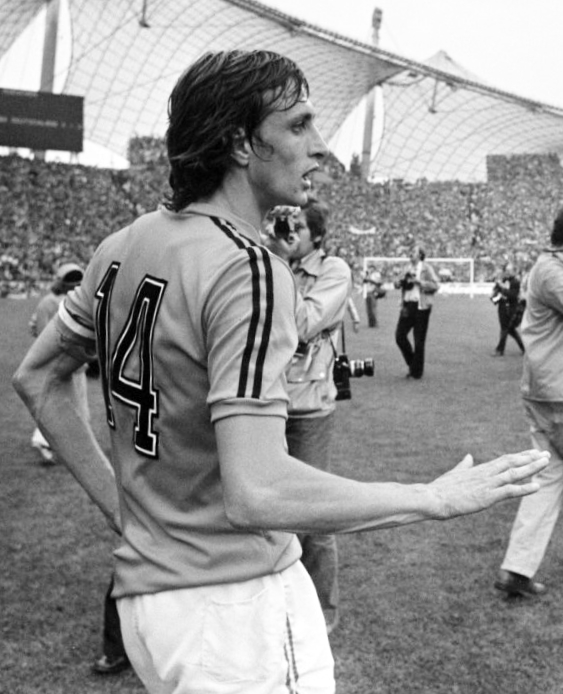
Cruijff al mondiale 1974 con la sua famosa maglia n. 14

Dopo il secondo posto al campionato del mondo 1974, l'8 luglio seguente Cruijff venne investito del titolo di Cavaliere della Casa d'Orange e diventò membro onorario della Reale Federazione Calcistica dei Paesi Bassi. Nel 2004 fu eletto come sesto olandese più grande della storia.
In occasione del suo sessantesimo compleanno, l'Ajax ritirò ufficialmente la maglia n. 14. L'utilizzo di tale numero gli fu consentito anche nei Paesi Bassi, ma non nel Barcellona poiché la Federazione spagnola, che all'epoca prevedeva per le maglie dei giocatori titolari la numerazione dall'1 all'11, gli negò la deroga: Cruijff scelse quindi il n. 9, ma sotto la maglia azulgrana ne indossava sempre un'altra con il suo 14.
Curiosamente, durante il mondiale 1974, Cruijff, "uomo immagine" della Puma, scese in campo vestendo una versione particolare della divisa arancione sponsorizzata adidas, partner ufficiale della nazionale olandese: la maglia presentava due sole strisce sulle maniche, rispetto alle classiche tre della casa tedesca.
Un planetoide (il numero 14282) fu ribattezzato Cruijff in suo onore.
Nel 2017 venne resa pubblica l'intenzione di intitolare l'Amsterdam Arena, il principale stadio calcistico dei Paesi Bassi, alla sua memoria; il progetto venne portato a compimento l'anno seguente, con l'impianto ufficialmente rinominato in Johan Cruijff Arena.

## Impegno nel sociale
Dopo i due by-pass, nel 1991 Cruijff divenne testimonial di una celebre campagna antifumo: «Nella mia vita ho avuto solo due vizi: uno, il calcio, mi ha dato tutto, l'altro, il fumo, stava per togliermelo», recitò il motto. Diede inoltre vita a una fondazione benefica, la Johan Cruijff Foundation, con scuole di calcio e tornei a sei patrocinati dal quotidiano olandese De Telegraaf.

## Statistiche
Tra squadre di club e nazionale maggiore, Cruijff ha giocato globalmente 710 incontri ufficiali segnando 402 reti, alla media di 0,57 gol a partita.

### Presenze e reti nei club
| Stagione                    | Squadra                     | Campionato                  | Campionato | Campionato | Coppe nazionali | Coppe nazionali | Coppe nazionali | Coppe continentali | Coppe continentali | Coppe continentali | Altre coppe | Altre coppe | Altre coppe | Totale | Totale |
| Stagione                    | Squadra                     | Comp                        | Pres       | Reti       | Comp            | Pres            | Reti            | Comp               | Pres               | Reti               | Comp        | Pres        | Reti        | Pres   | Reti   |
| --------------------------- | --------------------------- | --------------------------- | ---------- | ---------- | --------------- | --------------- | --------------- | ------------------ | ------------------ | ------------------ | ----------- | ----------- | ----------- | ------ | ------ |
| 1964-1965                   | Ajax                        | ED                          | 10         | 4          | CO              | 0               | 0               | -                  | -                  | -                  | -           | -           | -           | 10     | 4      |
| 1965-1966                   | Ajax                        | ED                          | 19         | 16         | CO              | 4               | 9               | -                  | -                  | -                  | -           | -           | -           | 23     | 25     |
| 1966-1967                   | Ajax                        | ED                          | 30         | 33         | CO              | 5               | 5               | CC                 | 6                  | 3                  | -           | -           | -           | 41     | 41     |
| 1967-1968                   | Ajax                        | ED                          | 33         | 26         | CO              | 5               | 6               | CC                 | 2                  | 1                  | -           | -           | -           | 40     | 33     |
| 1968-1969                   | Ajax                        | ED                          | 29         | 24         | CO              | 3               | 3               | CC                 | 10                 | 6                  | CI          | 1           | 1           | 43     | 34     |
| 1969-1970                   | Ajax                        | ED                          | 33         | 23         | CO              | 5               | 6               | CdF                | 8                  | 4                  | -           | -           | -           | 46     | 33     |
| 1970-1971                   | Ajax                        | ED                          | 25         | 21         | CO              | 6               | 5               | CC                 | 6                  | 1                  | -           | -           | -           | 37     | 27     |
| 1971-1972                   | Ajax                        | ED                          | 32         | 25         | CO              | 4               | 3               | CC                 | 9                  | 5                  | -           | -           | -           | 45     | 33     |
| 1972-1973                   | Ajax                        | ED                          | 26         | 16         | CO              | 0               | 0               | CC                 | 6                  | 3                  | CInt        | 2           | 1           | 34     | 20     |
| ago.-ott. 1973              | Ajax                        | ED                          | 2          | 3          | CO              | 0               | 0               | -                  | -                  | -                  | -           | -           | -           | 2      | 3      |
| ott. 1973-giu. 1974         | Barcellona                  | PD                          | 26         | 16         | CG              | 0               | 0               | CU                 | 0                  | 0                  | -           | -           | -           | 26     | 16     |
| 1974-1975                   | Barcellona                  | PD                          | 30         | 7          | CG              | 0               | 0               | CC                 | 8                  | 0                  | -           | -           | -           | 38     | 7      |
| 1975-1976                   | Barcellona                  | PD                          | 29         | 6          | CG              | 0               | 0               | CU                 | 9                  | 2                  | -           | -           | -           | 38     | 8      |
| 1976-1977                   | Barcellona                  | PD                          | 29         | 13         | CR              | 0               | 0               | CU                 | 7                  | 5                  | -           | -           | -           | 36     | 18     |
| 1977-1978                   | Barcellona                  | PD                          | 25         | 5          | CR              | 7               | 1               | CU                 | 10                 | 5                  | -           | -           | -           | 42     | 11     |
| Totale Barcellona           | Totale Barcellona           | Totale Barcellona           | 139        | 47         |                 | 7               | 1               |                    | 34                 | 12                 |             | -           | -           | 180    | 60     |
| 1979                        | L.A. Aztecs                 | NASL                        | 23+4       | 13+1       | -               | -               | -               | -                  | -                  | -                  | -           | -           | -           | 27     | 14     |
| 1980                        | Washington Diplomats        | NASL                        | 25+2       | 10+0       | -               | -               | -               | -                  | -                  | -                  | -           | -           | -           | 27     | 10     |
| mar.-giu. 1981              | Levante                     | SD                          | 10         | 2          | CR              | 2               | 0               | -                  | -                  | -                  | -           | -           | -           | 12     | 2      |
| lug.-dic. 1981              | Washington Diplomats        | NASL                        | 5          | 2          | -               | -               | -               | -                  | -                  | -                  | -           | -           | -           | 5      | 2      |
| Totale Washington Diplomats | Totale Washington Diplomats | Totale Washington Diplomats | 30+2       | 12+0       |                 | -               | -               |                    | -                  | -                  |             | -           | -           | 32     | 12     |
| dic. 1981-giu. 1982         | Ajax                        | ED                          | 15         | 7          | CO              | 1               | 0               | -                  | -                  | -                  | -           | -           | -           | 16     | 7      |
| 1982-1983                   | Ajax                        | ED                          | 21         | 7          | CO              | 7               | 2               | CC                 | 2                  | 0                  | -           | -           | -           | 30     | 9      |
| Totale Ajax                 | Totale Ajax                 | Totale Ajax                 | 275        | 205        |                 | 40              | 39              |                    | 49                 | 23                 |             | 3           | 2           | 367    | 269    |
| 1983-1984                   | Feyenoord                   | ED                          | 33         | 11         | CO              | 7               | 1               | CU                 | 4                  | 1                  | -           | -           | -           | 44     | 13     |
| Totale carriera             | Totale carriera             | Totale carriera             | 510+6      | 289+1      |                 | 56              | 41              |                    | 87                 | 36                 |             | 3           | 2           | 662    | 369    |

### Cronologia presenze e reti in nazionale
| Cronologia completa delle presenze e delle reti in nazionale ― Paesi Bassi | Cronologia completa delle presenze e delle reti in nazionale ― Paesi Bassi | Cronologia completa delle presenze e delle reti in nazionale ― Paesi Bassi | Cronologia completa delle presenze e delle reti in nazionale ― Paesi Bassi | Cronologia completa delle presenze e delle reti in nazionale ― Paesi Bassi | Cronologia completa delle presenze e delle reti in nazionale ― Paesi Bassi | Cronologia completa delle presenze e delle reti in nazionale ― Paesi Bassi | Cronologia completa delle presenze e delle reti in nazionale ― Paesi Bassi |
| Data                                                                       | Città                                                                      | In casa                                                                    | Risultato                                                                  | Ospiti                                                                     | Competizione                                                               | Reti                                                                       | Note                                                                       |
| -------------------------------------------------------------------------- | -------------------------------------------------------------------------- | -------------------------------------------------------------------------- | -------------------------------------------------------------------------- | -------------------------------------------------------------------------- | -------------------------------------------------------------------------- | -------------------------------------------------------------------------- | -------------------------------------------------------------------------- |
| 7-9-1966                                                                   | Rotterdam                                                                  | Paesi Bassi                                                                | 2 – 2                                                                      | Ungheria                                                                   | Qual. Euro 1968                                                            | 1                                                                          |                                                                            |
| 6-11-1966                                                                  | Amsterdam                                                                  | Paesi Bassi                                                                | 1 – 2                                                                      | Cecoslovacchia                                                             | Amichevole                                                                 | -                                                                          |                                                                            |
| 13-9-1967                                                                  | Amsterdam                                                                  | Paesi Bassi                                                                | 1 – 0                                                                      | Germania Est                                                               | Qual. Euro 1968                                                            | 1                                                                          |                                                                            |
| 4-10-1967                                                                  | Copenaghen                                                                 | Danimarca                                                                  | 3 – 2                                                                      | Paesi Bassi                                                                | Qual. Euro 1968                                                            | -                                                                          |                                                                            |
| 1-11-1967                                                                  | Rotterdam                                                                  | Paesi Bassi                                                                | 1 – 2                                                                      | Jugoslavia                                                                 | Amichevole                                                                 | -                                                                          |                                                                            |
| 1-5-1968                                                                   | Varsavia                                                                   | Polonia                                                                    | 0 – 0                                                                      | Paesi Bassi                                                                | Amichevole                                                                 | -                                                                          |                                                                            |
| 26-3-1969                                                                  | Rotterdam                                                                  | Paesi Bassi                                                                | 4 – 0                                                                      | Lussemburgo                                                                | Qual. Mondiali 1970                                                        | 1                                                                          |                                                                            |
| 7-9-1969                                                                   | Chorzów                                                                    | Polonia                                                                    | 2 – 1                                                                      | Paesi Bassi                                                                | Qual. Mondiali 1970                                                        | -                                                                          |                                                                            |
| 5-11-1969                                                                  | Amsterdam                                                                  | Paesi Bassi                                                                | 0 – 1                                                                      | Inghilterra                                                                | Amichevole                                                                 | -                                                                          |                                                                            |
| 14-1-1970                                                                  | Londra                                                                     | Inghilterra                                                                | 0 – 0                                                                      | Paesi Bassi                                                                | Amichevole                                                                 | -                                                                          |                                                                            |
| 2-12-1970                                                                  | Amsterdam                                                                  | Paesi Bassi                                                                | 2 – 0                                                                      | Romania                                                                    | Amichevole                                                                 | 2                                                                          |                                                                            |
| 24-2-1971                                                                  | Rotterdam                                                                  | Paesi Bassi                                                                | 6 – 0                                                                      | Lussemburgo                                                                | Qual. Euro 1972                                                            | 2                                                                          |                                                                            |
| 10-10-1971                                                                 | Rotterdam                                                                  | Paesi Bassi                                                                | 3 – 2                                                                      | Germania Est                                                               | Qual. Euro 1972                                                            | -                                                                          |                                                                            |
| 17-11-1971                                                                 | Eindhoven                                                                  | Lussemburgo                                                                | 0 – 8                                                                      | Paesi Bassi                                                                | Qual. Euro 1972                                                            | 3                                                                          |                                                                            |
| 1-12-1971                                                                  | Amsterdam                                                                  | Paesi Bassi                                                                | 2 – 1                                                                      | Scozia                                                                     | Amichevole                                                                 | 1                                                                          | cap.                                                                       |
| 16-2-1972                                                                  | Atene                                                                      | Grecia                                                                     | 0 – 5                                                                      | Paesi Bassi                                                                | Amichevole                                                                 | 2                                                                          | cap.                                                                       |
| 3-5-1972                                                                   | Rotterdam                                                                  | Paesi Bassi                                                                | 3 – 0                                                                      | Perù                                                                       | Amichevole                                                                 | -                                                                          | cap.                                                                       |
| 30-8-1972                                                                  | Praga                                                                      | Cecoslovacchia                                                             | 2 – 1                                                                      | Paesi Bassi                                                                | Amichevole                                                                 | 1                                                                          | cap.                                                                       |
| 1-11-1972                                                                  | Rotterdam                                                                  | Paesi Bassi                                                                | 9 – 0                                                                      | Norvegia                                                                   | Qual. Mondiali 1974                                                        | 2                                                                          | cap.                                                                       |
| 19-11-1972                                                                 | Anversa                                                                    | Belgio                                                                     | 0 – 0                                                                      | Paesi Bassi                                                                | Qual. Mondiali 1974                                                        | -                                                                          | cap.                                                                       |
| 2-5-1973                                                                   | Amsterdam                                                                  | Paesi Bassi                                                                | 3 – 2                                                                      | Spagna                                                                     | Amichevole                                                                 | 1                                                                          | cap.                                                                       |
| 22-8-1973                                                                  | Amsterdam                                                                  | Paesi Bassi                                                                | 5 – 0                                                                      | Islanda                                                                    | Qual. Mondiali 1974                                                        | 2                                                                          | cap.                                                                       |
| 29-8-1973                                                                  | Deventer                                                                   | Islanda                                                                    | 1 – 8                                                                      | Paesi Bassi                                                                | Qual. Mondiali 1974                                                        | 2                                                                          | cap.                                                                       |
| 12-9-1973                                                                  | Oslo                                                                       | Norvegia                                                                   | 1 – 2                                                                      | Paesi Bassi                                                                | Qual. Mondiali 1974                                                        | 1                                                                          | cap. 74’                                                                   |
| 10-10-1973                                                                 | Rotterdam                                                                  | Paesi Bassi                                                                | 1 – 1                                                                      | Polonia                                                                    | Amichevole                                                                 | -                                                                          | cap. 56’                                                                   |
| 18-11-1973                                                                 | Amsterdam                                                                  | Paesi Bassi                                                                | 0 – 0                                                                      | Belgio                                                                     | Qual. Mondiali 1974                                                        | -                                                                          | cap.                                                                       |
| 27-3-1974                                                                  | Rotterdam                                                                  | Paesi Bassi                                                                | 1 – 1                                                                      | Austria                                                                    | Amichevole                                                                 | -                                                                          | cap.                                                                       |
| 26-5-1974                                                                  | Amsterdam                                                                  | Paesi Bassi                                                                | 4 – 1                                                                      | Argentina                                                                  | Amichevole                                                                 | -                                                                          | cap.                                                                       |
| 15-6-1974                                                                  | Hannover                                                                   | Uruguay                                                                    | 0 – 2                                                                      | Paesi Bassi                                                                | Mondiali 1974 - 1º turno                                                   | -                                                                          | cap.                                                                       |
| 19-6-1974                                                                  | Dortmund                                                                   | Paesi Bassi                                                                | 0 – 0                                                                      | Svezia                                                                     | Mondiali 1974 - 1º turno                                                   | -                                                                          | cap.                                                                       |
| 23-6-1974                                                                  | Dortmund                                                                   | Bulgaria                                                                   | 1 – 4                                                                      | Paesi Bassi                                                                | Mondiali 1974 - 1º turno                                                   | -                                                                          | cap.                                                                       |
| 26-6-1974                                                                  | Gelsenkirchen                                                              | Paesi Bassi                                                                | 4 – 0                                                                      | Argentina                                                                  | Mondiali 1974 - 2º turno                                                   | 2                                                                          | cap.                                                                       |
| 30-6-1974                                                                  | Gelsenkirchen                                                              | Germania Est                                                               | 0 – 2                                                                      | Paesi Bassi                                                                | Mondiali 1974 - 2º turno                                                   | -                                                                          | cap.                                                                       |
| 3-7-1974                                                                   | Dortmund                                                                   | Paesi Bassi                                                                | 2 – 0                                                                      | Brasile                                                                    | Mondiali 1974 - 2º turno                                                   | 1                                                                          | cap.                                                                       |
| 7-7-1974                                                                   | Monaco di Baviera                                                          | Paesi Bassi                                                                | 1 – 2                                                                      | Germania Ovest                                                             | Mondiali 1974 - Finale                                                     | -                                                                          | cap.                                                                       |
| 4-9-1974                                                                   | Stoccolma                                                                  | Svezia                                                                     | 1 – 5                                                                      | Paesi Bassi                                                                | Amichevole                                                                 | 1                                                                          | cap.                                                                       |
| 25-9-1974                                                                  | Helsinki                                                                   | Finlandia                                                                  | 1 – 3                                                                      | Paesi Bassi                                                                | Qual. Euro 1976                                                            | 2                                                                          | cap.                                                                       |
| 20-11-1974                                                                 | Rotterdam                                                                  | Paesi Bassi                                                                | 3 – 1                                                                      | Italia                                                                     | Qual. Euro 1976                                                            | 2                                                                          | cap.                                                                       |
| 10-9-1975                                                                  | Chorzów                                                                    | Polonia                                                                    | 4 – 1                                                                      | Paesi Bassi                                                                | Qual. Euro 1976                                                            | -                                                                          | cap.                                                                       |
| 15-10-1975                                                                 | Amsterdam                                                                  | Paesi Bassi                                                                | 3 – 0                                                                      | Polonia                                                                    | Qual. Euro 1976                                                            | -                                                                          | cap. 33’                                                                   |
| 25-4-1976                                                                  | Rotterdam                                                                  | Paesi Bassi                                                                | 5 – 0                                                                      | Belgio                                                                     | Qual. Euro 1976                                                            | -                                                                          | cap.                                                                       |
| 22-5-1976                                                                  | Bruxelles                                                                  | Belgio                                                                     | 1 – 2                                                                      | Paesi Bassi                                                                | Qual. Euro 1976                                                            | 1                                                                          | cap.                                                                       |
| 16-6-1976                                                                  | Zagabria                                                                   | Cecoslovacchia                                                             | 3 – 1 dts                                                                  | Paesi Bassi                                                                | Euro 1976 - semifinale                                                     | -                                                                          | cap.                                                                       |
| 13-10-1976                                                                 | Rotterdam                                                                  | Paesi Bassi                                                                | 2 – 2                                                                      | Irlanda del Nord                                                           | Qual. Mondiali 1978                                                        | 1                                                                          | cap.                                                                       |
| 9-2-1977                                                                   | Londra                                                                     | Inghilterra                                                                | 0 – 2                                                                      | Paesi Bassi                                                                | Amichevole                                                                 | -                                                                          | cap.                                                                       |
| 26-3-1977                                                                  | Anversa                                                                    | Belgio                                                                     | 0 – 2                                                                      | Paesi Bassi                                                                | Qual. Mondiali 1978                                                        | 1                                                                          | cap.                                                                       |
| 12-10-1977                                                                 | Belfast                                                                    | Irlanda del Nord                                                           | 0 – 1                                                                      | Paesi Bassi                                                                | Qual. Mondiali 1978                                                        | -                                                                          | cap. 71’                                                                   |
| 26-10-1977                                                                 | Amsterdam                                                                  | Paesi Bassi                                                                | 1 – 0                                                                      | Belgio                                                                     | Qual. Mondiali 1978                                                        | -                                                                          | cap.                                                                       |
| Totale                                                                     |                                                                            | Presenze                                                                   | 48                                                                         |                                                                            | Reti (9º posto)                                                            | 33                                                                         |                                                                            |

| Cronologia completa delle presenze e delle reti in nazionale ― Catalogna | Cronologia completa delle presenze e delle reti in nazionale ― Catalogna | Cronologia completa delle presenze e delle reti in nazionale ― Catalogna | Cronologia completa delle presenze e delle reti in nazionale ― Catalogna | Cronologia completa delle presenze e delle reti in nazionale ― Catalogna | Cronologia completa delle presenze e delle reti in nazionale ― Catalogna | Cronologia completa delle presenze e delle reti in nazionale ― Catalogna | Cronologia completa delle presenze e delle reti in nazionale ― Catalogna |
| Data                                                                     | Città                                                                    | In casa                                                                  | Risultato                                                                | Ospiti                                                                   | Competizione                                                             | Reti                                                                     | Note                                                                     |
| ------------------------------------------------------------------------ | ------------------------------------------------------------------------ | ------------------------------------------------------------------------ | ------------------------------------------------------------------------ | ------------------------------------------------------------------------ | ------------------------------------------------------------------------ | ------------------------------------------------------------------------ | ------------------------------------------------------------------------ |
| 22-11-1973                                                               | Murcia                                                                   | Catalogna                                                                | 2 - 1                                                                    | Selezione della Spagna del Sud                                           |                                                                          | -                                                                        |                                                                          |
| 9-6-1976                                                                 | Barcellona                                                               | Catalogna                                                                | 1 - 1                                                                    | RSFS Russa                                                               |                                                                          | -                                                                        | 65’                                                                      |
| Totale                                                                   |                                                                          | Presenze                                                                 | 2                                                                        |                                                                          | Reti                                                                     | 0                                                                        |                                                                          |

| Cronologia completa delle presenze e delle reti in nazionale ― Europa | Cronologia completa delle presenze e delle reti in nazionale ― Europa | Cronologia completa delle presenze e delle reti in nazionale ― Europa | Cronologia completa delle presenze e delle reti in nazionale ― Europa | Cronologia completa delle presenze e delle reti in nazionale ― Europa | Cronologia completa delle presenze e delle reti in nazionale ― Europa | Cronologia completa delle presenze e delle reti in nazionale ― Europa | Cronologia completa delle presenze e delle reti in nazionale ― Europa |
| Data                                                                  | Città                                                                 | In casa                                                               | Risultato                                                             | Ospiti                                                                | Competizione                                                          | Reti                                                                  | Note                                                                  |
| --------------------------------------------------------------------- | --------------------------------------------------------------------- | --------------------------------------------------------------------- | --------------------------------------------------------------------- | --------------------------------------------------------------------- | --------------------------------------------------------------------- | --------------------------------------------------------------------- | --------------------------------------------------------------------- |
| 8-10-1970                                                             | Lisbona                                                               | Benfica                                                               | 3 - 2                                                                 | Europa                                                                |                                                                       | -                                                                     | ?’                                                                    |
| 3-10-1972                                                             | Basilea                                                               | Europa                                                                | 0 - 2                                                                 | Sud America                                                           |                                                                       | -                                                                     |                                                                       |
| 31-10-1973                                                            | Lisbona                                                               | Europa                                                                | 4 - 4                                                                 | Sud America                                                           |                                                                       | -                                                                     | 45’                                                                   |
| Totale                                                                |                                                                       | Presenze                                                              | 3                                                                     |                                                                       | Reti                                                                  | 0                                                                     |                                                                       |

| Cronologia completa delle presenze e delle reti in nazionale ― Resto del Mondo | Cronologia completa delle presenze e delle reti in nazionale ― Resto del Mondo | Cronologia completa delle presenze e delle reti in nazionale ― Resto del Mondo | Cronologia completa delle presenze e delle reti in nazionale ― Resto del Mondo | Cronologia completa delle presenze e delle reti in nazionale ― Resto del Mondo | Cronologia completa delle presenze e delle reti in nazionale ― Resto del Mondo | Cronologia completa delle presenze e delle reti in nazionale ― Resto del Mondo | Cronologia completa delle presenze e delle reti in nazionale ― Resto del Mondo |
| Data                                                                           | Città                                                                          | In casa                                                                        | Risultato                                                                      | Ospiti                                                                         | Competizione                                                                   | Reti                                                                           | Note                                                                           |
| ------------------------------------------------------------------------------ | ------------------------------------------------------------------------------ | ------------------------------------------------------------------------------ | ------------------------------------------------------------------------------ | ------------------------------------------------------------------------------ | ------------------------------------------------------------------------------ | ------------------------------------------------------------------------------ | ------------------------------------------------------------------------------ |
| 6-6-1976                                                                       | Rio de Janeiro                                                                 | Brasile                                                                        | 2 - 1                                                                          | Resto del Mondo                                                                |                                                                                | -                                                                              | ?’                                                                             |
| Totale                                                                         |                                                                                | Presenze                                                                       | 1                                                                              |                                                                                | Reti                                                                           | 0                                                                              |                                                                                |

### Statistiche da allenatore

#### Club
In grassetto le competizioni vinte.
| Stagione          | Squadra           | Campionato        | Campionato | Campionato | Campionato | Campionato | Coppe nazionali | Coppe nazionali | Coppe nazionali | Coppe nazionali | Coppe nazionali | Coppe continentali | Coppe continentali | Coppe continentali | Coppe continentali | Coppe continentali | Altre coppe | Altre coppe | Altre coppe | Altre coppe | Altre coppe | Totale | Totale | Totale | Totale | Vittorie % | Piazzamento |
| Stagione          | Squadra           | Comp              | G          | V          | N          | P          | Comp            | G               | V               | N               | P               | Comp               | G                  | V                  | N                  | P                  | Comp        | G           | V           | N           | P           | G      | V      | N      | P      | %          | Piazzamento |
| ----------------- | ----------------- | ----------------- | ---------- | ---------- | ---------- | ---------- | --------------- | --------------- | --------------- | --------------- | --------------- | ------------------ | ------------------ | ------------------ | ------------------ | ------------------ | ----------- | ----------- | ----------- | ----------- | ----------- | ------ | ------ | ------ | ------ | ---------- | ----------- |
| 1985-1986         | Ajax              | ED                | 34         | 25         | 2          | 7          | CO              | 6               | 6               | 0               | 0               | CC                 | 2                  | 0                  | 1                  | 1                  | -           | -           | -           | -           | -           | 42     | 31     | 3      | 8      | 73,81      | 2º          |
| 1986-1987         | Ajax              | ED                | 34         | 25         | 3          | 6          | CO              | 7               | 5               | 2               | 0               | CdC                | 9                  | 7                  | 1                  | 1                  | -           | -           | -           | -           | -           | 50     | 37     | 6      | 7      | 74,00      | 2º          |
| 1987-gen. 1988    | Ajax              | ED                | 18         | 12         | 2          | 4          | CO              | -               | -               | -               | -               | CdC                | 4                  | 4                  | 0                  | 0                  | SU          | 1           | 0           | 0           | 1           | 23     | 16     | 2      | 5      | 69,57      | Dimesso     |
| Totale Ajax       | Totale Ajax       | Totale Ajax       | 86         | 62         | 7          | 17         |                 | 13              | 11              | 2               | 0               |                    | 15                 | 11                 | 2                  | 2                  |             | 1           | 0           | 0           | 1           | 115    | 84     | 11     | 20     | 73,04      |             |
| 1988-1989         | Barcellona        | PD                | 38         | 23         | 11         | 4          | CR              | 6               | 4               | 1               | 1               | CdC                | 9                  | 6                  | 3                  | 0                  | SS          | 2           | 1           | 0           | 1           | 55     | 34     | 15     | 6      | 61,82      | 2º          |
| 1989-1990         | Barcellona        | PD                | 38         | 23         | 5          | 10         | CR              | 7               | 5               | 2               | 0               | CdC                | 4                  | 2                  | 1                  | 1                  | SU          | 2           | 0           | 1           | 1           | 51     | 30     | 9      | 12     | 58,82      | 3º          |
| 1990-1991         | Barcellona        | PD                | 38         | 25         | 7          | 6          | CR              | 6               | 4               | 0               | 2               | CdC                | 9                  | 5                  | 1                  | 3                  | SS          | 2           | 0           | 0           | 2           | 55     | 34     | 8      | 13     | 61,82      | 1º          |
| 1991-1992         | Barcellona        | PD                | 38         | 23         | 9          | 6          | CR              | 2               | 1               | 0               | 1               | CC                 | 11                 | 7                  | 1                  | 3                  | SS          | 2           | 1           | 1           | 0           | 53     | 32     | 11     | 10     | 60,38      | 1º          |
| 1992-1993         | Barcellona        | PD                | 38         | 25         | 8          | 5          | CR              | 6               | 4               | 1               | 1               | UCL                | 4                  | 1                  | 2                  | 1                  | SS+SU+CInt  | 2+2+1       | 2+1+0       | 0+1+0       | 0+0+1       | 53     | 33     | 12     | 8      | 62,26      | 1º          |
| 1993-1994         | Barcellona        | PD                | 38         | 25         | 6          | 7          | CR              | 4               | 1               | 2               | 1               | UCL                | 12                 | 8                  | 2                  | 2                  | SS          | 2           | 0           | 1           | 1           | 56     | 34     | 11     | 11     | 60,71      | 1º          |
| 1994-1995         | Barcellona        | PD                | 38         | 18         | 10         | 10         | CR              | 2               | 1               | 0               | 1               | UCL                | 8                  | 2                  | 3                  | 3                  | SS          | 2           | 1           | 0           | 1           | 50     | 22     | 13     | 15     | 44,00      | 4º          |
| 1995-1996         | Barcellona        | PD                | 42         | 22         | 14         | 6          | CR              | 7               | 4               | 2               | 1               | CU                 | 10                 | 6                  | 3                  | 1                  | -           | -           | -           | -           | -           | 59     | 32     | 19     | 8      | 54,24      | 3º          |
| Totale Barcellona | Totale Barcellona | Totale Barcellona | 308        | 184        | 70         | 54         |                 | 40              | 24              | 8               | 8               |                    | 67                 | 37                 | 16                 | 14                 |             | 17          | 6           | 4           | 7           | 432    | 251    | 98     | 83     | 58,10      |             |
| Totale carriera   | Totale carriera   | Totale carriera   | 394        | 246        | 77         | 71         |                 | 53              | 35              | 10              | 8               |                    | 82                 | 48                 | 18                 | 16                 |             | 18          | 6           | 4           | 8           | 547    | 335    | 109    | 103    | 61,24      |             |

## Palmarès

### Giocatore

#### Club

##### Competizioni nazionali
- Campionato olandese: 9  (record condiviso con Jan Heintze)

Ajax: 1965-1966, 1966-1967, 1967-1968, 1969-1970, 1971-1972, 1972-1973, 1981-1982, 1982-1983
Feyenoord: 1983-1984
- Coppa dei Paesi Bassi: 6  (record condiviso con John Metgod)

Ajax: 1966-1967, 1969-1970, 1970-1971, 1971-1972, 1982-1983
Feyenoord: 1983-1984
- Campionato spagnolo: 1

Barcellona: 1973-1974
- Coppa di Spagna: 1

Barcellona: 1977-1978

##### Competizioni internazionali
- Coppa dei Campioni: 3

Ajax: 1970-1971, 1971-1972, 1972-1973
- Coppa Intercontinentale: 1

Ajax: 1972

#### Individuale
- Capocannoniere della Eredivisie: 2

1966-1967 (33 gol), 1971-1972 (25 gol)
- Pallone d'oro: 3

1971, 1973, 1974
- MVP del Campionato NASL: 1

1979
- Gouden Schoen: 1

1984
- FIFA World Cup All-Time Team (1994)
- Inserito nella FIFA 100 (2004)
- UEFA President's Award (2013)
- Candidato al Dream Team del Pallone d'oro (2020)

### Allenatore

#### Club

##### Competizioni nazionali
- Coppa dei Paesi Bassi: 2

Ajax: 1985-1986, 1986-1987
- Coppa di Spagna: 1

Barcellona: 1989-1990
- Campionato spagnolo: 4

Barcellona: 1990-1991, 1991-1992, 1992-1993, 1993-1994
- Supercoppa di Spagna: 3  (record condiviso con Josep Guardiola)

Barcellona: 1991, 1992, 1994

##### Competizioni internazionali
- Coppa delle Coppe: 2  (record condiviso con Nereo Rocco, Valerij Lobanovs'kyj e Alex Ferguson)

Ajax: 1986-1987
Barcellona: 1988-1989
- Coppa dei Campioni: 1

Barcellona: 1991-1992
- Supercoppa UEFA: 1

Barcellona: 1992

#### Individuale
- Allenatore dell'anno World Soccer: 1

1987
- Panchina d'argento: 1

1990-1991
- Premio Onze al miglior allenatore europeo dell'anno: 2

1992, 1994

### Videografia
- Federico Ferri e Federico Buffa, Storie Mondiali: Arancia Meccanica (1974), Sky Sport, 2014.
- Federico Ferri e Federico Buffa, Storie di Campioni - Buffa Racconta: Johan Cruijff, Sky Sport, 2015.